# Арко (Италия)
Арко (итал. Arco) — итальянский город-курорт в области Трентино-Альто-Адидже и сообществе Альто-Гарда-э-Ледро, всего в 3 км к северу от Ривы — пристани на озере Гарда. Четвёртый по численности населения город автономной провинции Тренто (после Тренто, Роверето и Перджине-Вальсугана). Центр скалолазания и альпинизма.
Расположен в долине Альто-Гарда на склонах скалистого утёса ниже средневекового замка Арко. До 1918 года под названием Arch входил в состав Австро-Венгрии и зимой служил излюбленным местопребыванием австрийской аристократии, украсившей его элегантными виллами в стиле модерн. Именно здесь умерли эрцгерцог Альбрехт (1895) и последний неаполитанский король (1894), здесь же и похороненный. 
Покровителями города почитаются святые Иоаким и Анна. Праздник города ежегодно празднуется 26 июля.

## Население
Динамика населения

## Города-побратимы
- Шоттен, Германия (1960)[1]
- Боген, Германия (1983)[1]
- Роччелла-Йоника, Италия (2007)[1]